# Eine Ladung Tomaten
Eine Ladung Tomaten ist die 1962 erstmals ausgestrahlte 17. Episode der US-amerikanischen Anthologie-Serie Heute Abend Dick Powell.

## Handlung
Der Gastgeber Dick Powell lobte Peter Falk in seiner Einführung als „Ein-Mann-Hurrikan“, da er es im Vorjahr als Erster überhaupt geschafft hatte, in einem Jahr eine Oscarnominierung (für Unterwelt ) und eine Emmynominierung (für eine Folge aus einer Serie von Four Star) zu bekommen. 
Aristede Fresco, Vater von vier Kindern, fährt mit seinem LKW, den er und sein Vater vor kurzem mit ihrem letzten Geld gekauft hatten, eine Ladung Tomaten von El Paso nach Cincinnati. Damit die Fahrt rentabel genug wird, muss er vor seinen Konkurrenten Jerry Sindell und dessen Bruder in Cincinnati eintreffen. Bei einem Tankstopp bekommt er die junge, hübsche, hochschwangere Anhalterin und Witwe Anna Beza ins Auto gesetzt. Sie ist aus Rumänien über die Türkei nach Mexiko gekommen und hat nun illegal die Grenze überquert. Sie wird deswegen bereits von der Polizei gesucht. Ihr wichtigstes Ziel ist, dass ihr Kind in den USA geboren wird und bei ihrer Schwester in San Francisco aufwachsen kann.
Nachdem er vergeblich versucht hat, sie in einen Bus nach San Francisco zu setzen (der fährt erst am nächsten Tag), bringt er sie zunächst zu dem Arzt Clement Connell, der sich aber als Quacksalber herausstellt, und weiter in ein Krankenhaus. Dabei bleibt er erst im Schlamm stecken und kommt dann zu einer Brücke, der er nicht ausweichen kann, die aber nicht annähernd für das Gewicht seines LKW zugelassen ist. Im Krankenhaus wird Bezas Sohn geboren, der nach Fresco benannt werden wird. Fresco muss sich allerdings schnell verabschieden, da die Sindells gerade am Krankenhaus vorbei fahren. Bald danach fährt Fresco an dem LKW der Sindells vorbei. Er ist am Straßenrand liegen geblieben.

## Hintergrund
Laut Max Wylie war das Drehbuch zu Eine Ladung Tomaten bereits einmal abgelehnt worden, bevor es bei Dick Powell vorgestellt wurde. Milt Kogan bekam die Rolle des Jerry Sindell gemäß seiner Autobiografie, als er einen Freund zum Vorsprechen für eine kleinere Rolle begleitet habe. Dabei sei er Regisseur David Friedkin aufgefallen, der ihn gleich verpflichtet habe.
Eine Ladung Tomaten wurde am 16. Januar 1962 als 17. Folge der Serie bei NBC erstausgestrahlt. In Deutschland wurde die Folge erstmals am 3. Dezember 1963 im ZDF gezeigt.

## Rezeption

### Kritik und Meinungen
Fred Danzig lobte Eine Ladung Tomaten in seiner zeitgenössischen Kritik sehr. Die Folge sei glaubwürdig und mitfühlend und habe es dabei geschafft, sehr aufregend zu sein. Peter Falk habe einen harten kleinen Lastwagenfahrer mit einem Herz aus Gold gespielt. Mit einfachen menschlichen Tönen und Gesten sei es ihm gelungen, die Rolle zu einer starken und fühlbaren Charakterisierung zu machen. Inger Stevens habe sein Herz gewonnen.
Zwei Enzyklopädien über Fernsehserien nannten die Folge bei ihren Beschreibungen zur Heute Abend Dick Powell und hoben sie als die am meisten gefeierte Folge der Serie beziehungsweise als „bemerkenswert“ hervor.
Peter Falk wurde 1969 in einem Interview gefragt, ob er erwartet hatte, dass die Folge so erfolgreich werden würde. Seine Antwort war, dass ihm schon beim ersten Lesen des Drehbuches klar wurde, dass es ungewöhnlich, ja sogar außergewöhnlich sei. Ihm sei auch klar gewesen, dass er dadurch einiges an Renommee gewinnen könne. Aber hätte nie gedacht, dass die Folge derart durch die Decke gehen würde.

### Auszeichnungen und Nominierungen
Eine Ladung Tomaten war bei der Primetime-Emmy-Verleihung 1962 vier Mal nominiert. Peter Falk gewann einen Emmy in der Kategorie Bester Einzeldarsteller. Inger Stevens war in der Kategorie Beste Einzeldarstellerin nominiert. Weitere Nominierungen gab es für Leith Stevens in der Kategorie Beste TV-Originalmusik und für Richard Alan Simmons in der Kategorie Bestes Dramadrehbuch. Peter Falk sagte in seiner Dankesrede, er müsse über Dick Simmons sprechen. Der habe die Folge konzipiert, produziert und geschrieben. Ihm gebühre die Ehre dafür.
Für seine Leistung als Regisseur der Folge wurde David Friedkin der Directors Guild of America Award, die Auszeichnung durch die US-amerikanischen Film- und Fernsehregisseure, zuerkannt. Richard Alan Simmons gewann für sein Drehbuch einen Laurel Award der Writers Guild of America.

### Folgen
Wie Milt Kogan in seiner Autobiografie schrieb, erfuhr er Jahre später, dass Eine Ladung Tomaten auf der Filmschule der University of California in Los Angeles als Lehrmittel verwendet wurde, um den Studierenden die Elemente eines klassischen Fernsehdramas aufzuzeigen.
Ähnlich erging es dem Drehbuch der Folge. Es wurde von zwei Lehrbüchern für angehende Drehbuchautoren, als vorbildlich geschriebenes Drehbuch dargestellt und jeweils komplett abgedruckt.